# Escuela de Suboficiales de la Armada (Argentina)
La Escuela de Suboficiales de la Armada (ESSA) es una escuela de la Armada Argentina. Su misión es formar los suboficiales futuros de la fuerza.

## Historia
Fue creada el 29 de octubre de 1897 como «Escuela de Aprendices Mecánicos de la Armada», en Tigre, provincia de Buenos Aires.
En 1900 la Armada trasladó la escuela a Dársena Norte por el incremento grande de alumnos. En 1911 la escuela cambió su denominación por Escuela de Mecánica de la Armada (ESMA) y en 1928 se estableció en el predio ubicado en la avenida del Libertador, ciudad de Buenos Aires.
La institución naval se sometía a un proceso de transformación para enfrentar nuevas exigencias. A partir de 1998 resolvió construir un edificio nuevo en la Base Naval Puerto Belgrano. El mismo año algunos cursos de la escuela se movieron a Puerto Belgrano. En 2001 el jefe del Estado Mayor General impuso el nombre de Escuela de Suboficiales de la Armada (ESSA).
En 2005 la ESSA se radicó en la Base Naval Puerto Belgrano al tiempo que abandonaba las instalaciones que quedaron para el Espacio Memoria y Derechos Humanos.